# ハルキスト
ハルキストは、小説家村上春樹や東京ヤクルトスワローズの西川遥輝選手の熱狂的なファンを指す俗称である。

## 解説
村上春樹のファンの「ハルキスト」は、村上の趣味や生活スタイルに影響され、村上の著作のほか、村上の小説に登場する音楽や料理などを他者が紹介した本なども情報源としている。それらの自身について言及した書籍が自らの管理下にない、と村上は懸念を表している。それに『村上さんのところ』では、「村上主義者と読んでほしい」と述べている。
メディアなどでハルキストが取り沙汰されるのは、毎年のノーベル文学賞の発表に際してである。ハルキストが書店や鳩森八幡神社、神戸のレストラン「ピノッキオ」、西宮市立香櫨園小学校、北海道美深町など、村上や作品に縁のある場所に集って発表の瞬間を見守り、村上の受賞を期待して胸を高鳴らせた後に失意に沈む展開は、現代日本の秋の風物詩となっている。近年は「日本の偉大な文学者をそろそろ受賞させてください」と哀願するような声も出ている。英BBCや英デイリー・テレグラフ紙、米誌『ニューヨーカー』は彼らの様子を" Harukists "として詳細に報じたこともあり、国際的にも知られた存在である。
東京ヤクルトスワローズの人気選手である西川のファンも、「ハルキスト」と呼ばれることが多い。